# Starbucks Workers Union
Starbucks Workers Union – to związek zawodowy, stworzony przez Industrial Workers of the World (IWW), który ma bronić praw pracowników firmy Starbucks. Do związku należą głównie pracownicy kawiarni z Nowego Jorku i Chicago.

## Pikieta związkowców w Polsce
1 lipca 2008 roku przed siedzibą firmy AmRest we Wrocławiu odbyła się pikieta związkowców, zorganizowana między innymi przez Industrial Workers of the World. Był to element międzynarodowej kampanii przeciwko represjonowaniu pracowników koordynowanej przez IWW oraz CNT przy wsparciu lokalnych organizacji Międzynarodowego Stowarzyszenia Pracowników (IWA-AIT). Pikieta miała związek z planowanym na 2008 rok otwarciem pierwszej kawiarni Starbucks w Polsce. Wkrótce utworzona zostanie specjalna strona internetowa, która ma być skierowana do przyszłych polskich pracowników sieci.